# Twinings
Ne doit pas être confondu avec Twining.

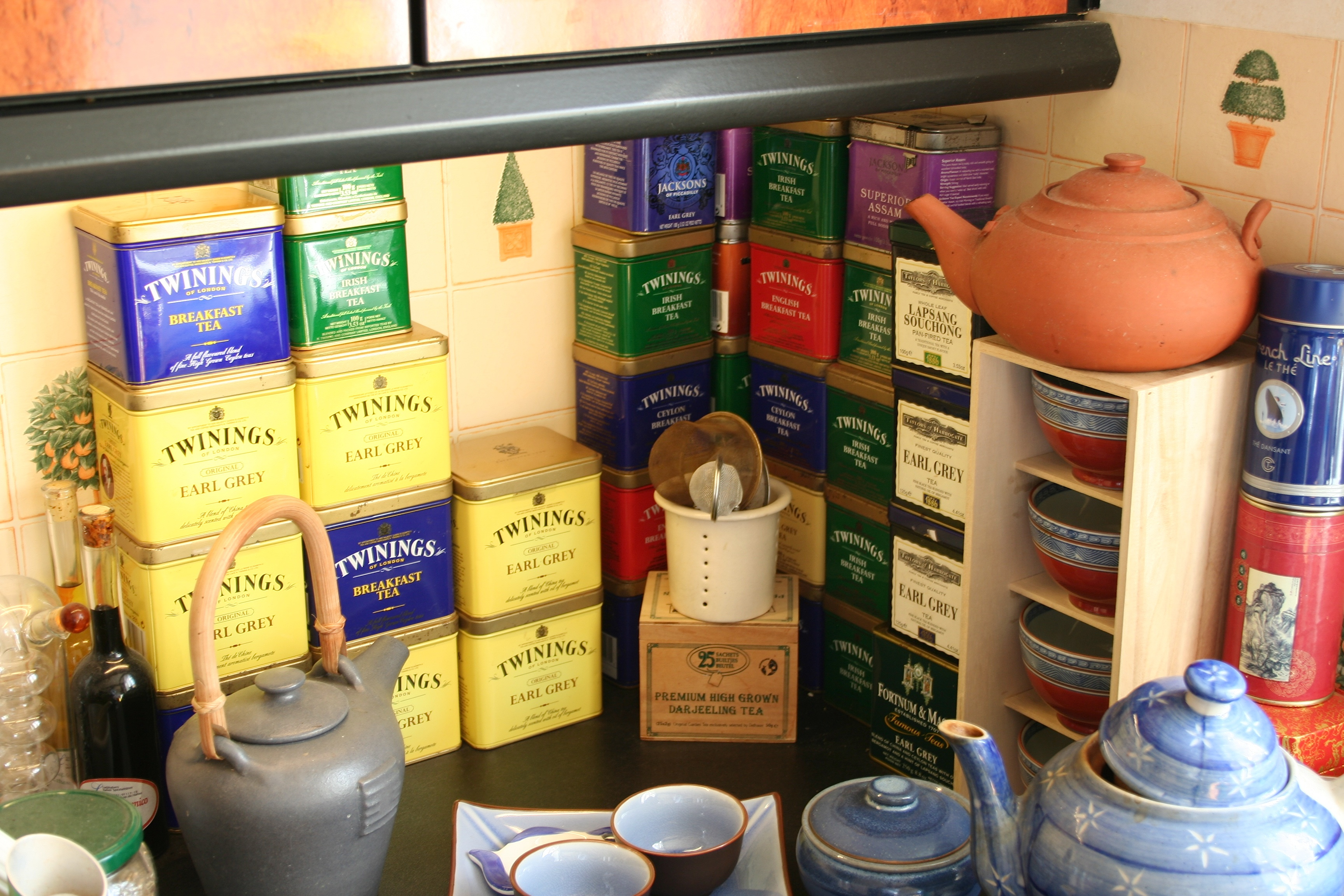
Boîtes de thé Twinings dans une cuisine.

Twinings est une marque anglaise de thés basée à Andover qui appartient au groupe Associated British Foods et commercialise plus de 200 thés à travers le monde.

## Histoire
Thomas Twining ouvre un salon de thé nommé Tom's Coffee House en 1706. Le salon se situe sur le Strand à Londres, la route reliant la City à Westminster. Le lieu est le premier à proposer du thé à la tasse plutôt que du café et à être ouvert aux femmes. La boutique existe toujours au numéro 216, ce qui en fait le plus ancien locataire de la capitale. 
En 1749, à la suite du décès de son père, Daniel Twining se lance dans l'export de thés, notamment vers les États-Unis. D'autres pays suivront, dont la France en 1904. En 1771, son propre fils, Richard Twining, prend la tête de l'entreprise. Onze ans plus tard, il sera rejoint par son frère John.
En 1787, le logo de Twinings est créé. Inchangé depuis, il est aujourd'hui le plus ancien logo commercial du monde utilisé sans interruption depuis sa création.
En 1837, la reine Victoria nomme Twinings fournisseur officiel de ses thés. En 1924, l'entreprise Twinings devient R. Twining & Co Ltd. En 1964, l'entreprise est acquise par Associated British Foods.

## Produits et parts de marché
En France, la marque Twinings est commercialisée par la société Foods International (filiale de Twinings-Ovo, division boissons chaudes du groupe ABF) qui distribue aussi les infusions La Tisanière, les produits chocolatés Ovomaltine et les céréales Jordans. En termes de parts de marché, Twinings est numéro trois mondial. En France, l'entreprise détient 24,4 % de parts de marché derrière Lipton.
Twinings produit l'Original Earl Grey, un thé noir parfumé à la bergamote créé en 1832 et devenu générique faute d'avoir été déposé. La marque a également déposé un brevet pour une variante de l'Earl Grey, le Lady Grey, plus aromatisé et d'abord développé pour les pays nordiques.

## Engagement social discutable
Twinings a noué des partenariats avec trois ONG dans des pays où elle s’approvisionne. En 2010, elle s'associe avec Mercy Corps dans la région du Darjeeling pour favoriser l'accès à l'eau potable. En 2011, elle travaille avec l'UNICEF dans la région de l'Assam pour combattre l'anémie et la mortalité infantile ; la même année, elle s'engage pour la même cause avec Save the Children dans le Yunnan. Le progrès social issu de ces engagements reste à démontrer. 

## Principaux concurrents
Les principaux concurrents sont : Lipton qui fait partie du fonds luxembourgeois CVC, Pagès infusions, Kusmi Tea, ainsi que les marques « 1336 » et « SCOP-TI » (bio) fabriquées par la coopérative Scop-TI à l'usine de Gémenos.